# Bloedmirakel

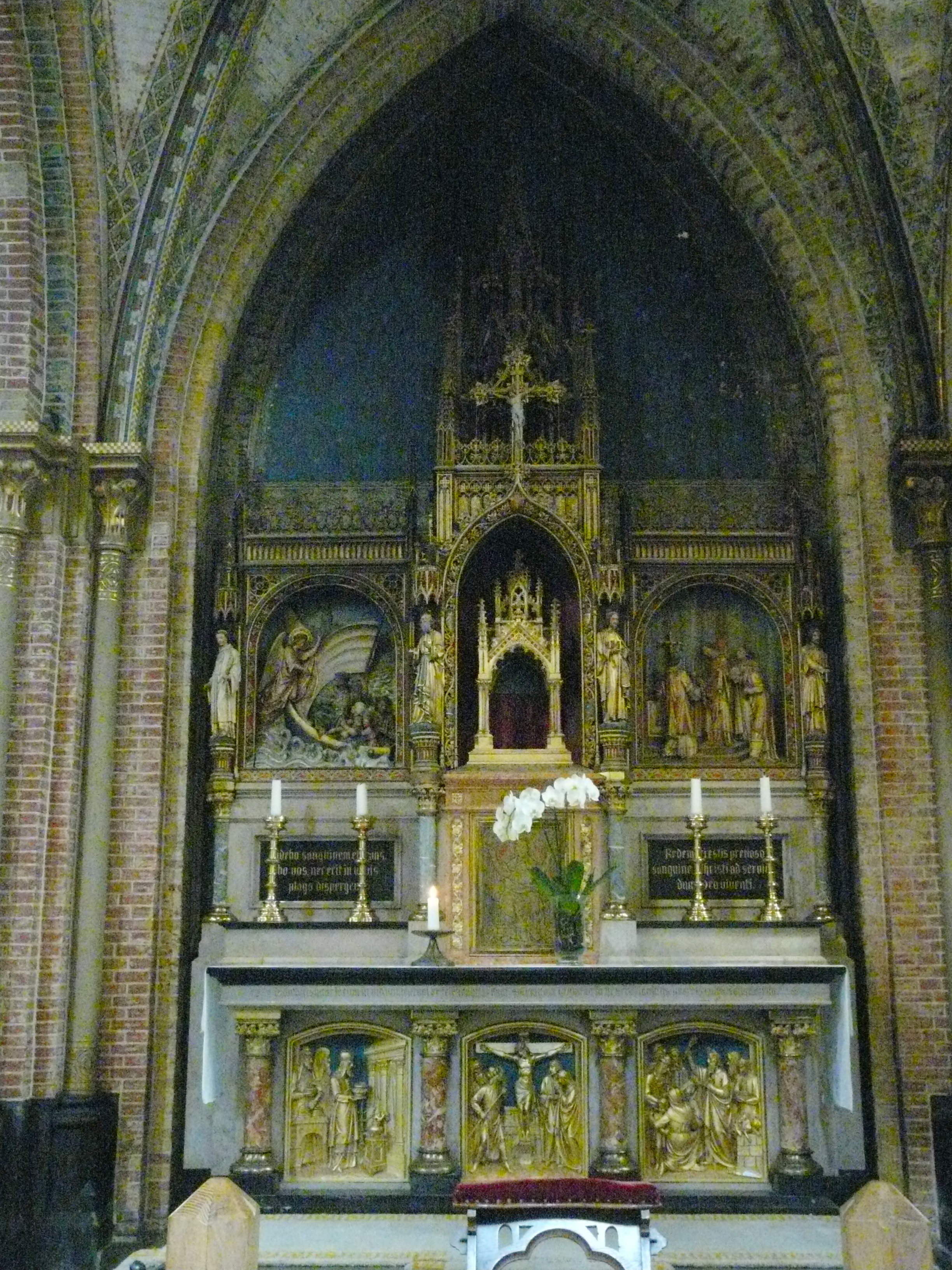
Heilig bloedaltaar in de Sint-Laurentiuskerk te Alkmaar

Het Bloedmirakel is een voorval dat in 1429 in Alkmaar zou hebben plaatsgevonden. Het gaat hier om een christelijke legende, die onder andere uitgebeeld is in de transepten van de Sint-Laurentiuskerk.  

## Verhaal
Het verhaal gaat over ene Folkert, een priesterstudent die liever naar gokhuizen ging in plaats van de leer te bestuderen. Tijdens de Hoekse en Kabeljauwse twisten monsterde hij als soldaat aan. Tijdens de strijd doodde Folkert vele mannen. Uiteindelijk besloot hij zijn studie weer op te pakken, maar hij verzweeg het feit dat hij bloed vergoten had. Als Folkert  zijn allereerste mis opdraagt, knoeit hij de wijn (en dus het bloed van Jezus) op zijn gewaad. Na afloop van de mis wordt dat deel van het misgewaad er door de priesters uitgesneden en verbrand. Folkert zelf verlaat Alkmaar geschrokken. Bij het herstellen van het gewaad ontdekt men naast de uitgesneden plek drie rode bloeddruppels. Ook dit wordt weggesneden, maar opgeborgen naast het altaar. Het wordt als een wonder beschouwd dat de witte wijn in rood bloed is veranderd. 
Het voorval werd vergeten. Maar toen zou er op de Westerschelde een engel aan een Alkmaarse schipper in nood zijn verschenen. De engel redt de man op één voorwaarde; dat deze aan de Alkmaarse geestelijkheid de verering van het stukje stof eist. De schipper haast zich met zijn verhaal naar de pastoor, die vervolgens de bisschop van Utrecht, Zweder van Culemborg (ook 'Sweder van Kuilenberg'), op de hoogte stelt. 

## Adaptatie
Het stukje doek wordt al snel het middelpunt van verering. Er worden zelfs processies voor gehouden. Van 29 april tot 3 mei worden de Alkmaarse Mirakeldagen gehouden, waarbij de processie door de hele stad trekt. In 1572 vond de processie voor het laatst plaats in haar oude vorm. Op 20 juni van dat jaar werd Alkmaar door de Oranjes bezet, en alle katholieke kerken worden door de hervormden en gereformeerden ingenomen. De verering van het stukje stof kon toen alleen nog in schuilkerken plaatsvinden. Maar in 1897 geeft de Haarlemse bisschop Bottemanne een oorkonde af waarin de echtheid van de relikwie wordt erkend. Hij beveelt het stukje stof in een gouden doosje te plaatsen, bezet met 24 diamanten. Op de rand van het doosje stond in het Latijn; Reliek van het Allerheiligst Miraculeus Bloed van Alkmaar. Het is wonderbaar in onze ogen. Het gouden doosje met de relikwie maakt weer deel uit van een zilveren engel (reliekhouder), die in 1902 speciaal werd vervaardigd ter vervanging van de oorspronkelijke houten engel (die met zilver was bekleed) die in de dagen van de reformatie verloren was gegaan.
Nadat onder Lodewijk Napoleon de vrijheid van godsdienst was ingevoerd, keerde de processie in 1917 terug in de vorm van een stille tocht. Ook dit hield niet lang stand, maar het Bloedmirakel wordt nog steeds elke zondag in de Sint-Laurentiuskerk tentoongesteld.